# Río Querétaro
Río Querétaro är en flod som rinner väst till öst genom Querétaro och dess huvudstad Santiago de Querétaro. 
Floden är nästan torrlagd och haft stora problem med föroreningar som kommunen dock sedan 2019 gör sitt bästa för att åtgärda. I mars 2020 var vattennivån betydligt högre än 2018. Insatser görs kontinuerligen för att höja vattennivån och på sikt återställa flodens ekosystem.